# Cline (cràter)
Cline és un cràter d'impacte en el planeta Venus de 38 km de diàmetre. Porta el nom de Patsy Cline (1932-1963), cantant estatunidenca, i el seu nom va ser aprovat per la Unió Astronòmica Internacional el 1994.